# Mário Gibson Alves Barboza

Mário Gibson Alves Barboza, 1973 (Nationalarchiv).

Mário Gibson Alves Barboza (* 13. März 1918 in Olinda; † 26. November 2007 in Rio de Janeiro) war ein brasilianischer Diplomat und Außenminister.

## Leben
Mário Gibson Alves Barbosa studierte bis 1937 Rechtswissenschaft in Recife. 1939 trat er in den auswärtigen Dienst des Itamaraty. Von 1941 bis 1943 war er Vize-Konsul in Houston. Von 1950 bis 1952 war er Gesandtschaftssekretär Dritter Klasse in Washington, D.C. Von 1952 bis 1954 war er Gesandtschaftssekretär Erster Klasse in Brüssel, wo er 1952 zeitweise Geschäftsträger war. Von 1955 bis 1959 war er Gesandtschaftsrat in Buenos Aires, wo er 1956 zeitweise Geschäftsträger war. Er war Gesandtschaftsrat bei den Organisationen der Vereinten Nationen in Genf. Von 1961 bis September 1962 war er Bürovorsteher von Afonso Arinos de Melo Franco. Vom 5. Dezember 1962 bis zum 4. November 1966 war er Botschafter in Wien. Vom 5. Dezember 1966 bis zum 20. Dezember 1967 war er Botschafter in Asunción und war an der Lösung eines Grenzkonfliktes der beiden Regierungen beteiligt. Von 1968 bis 1969 war er Generalsekretär des Itamaraty. Von 21. Februar 1969 bis 17. Oktober 1969 war er Botschafter in Washington, D.C. Von 31. Oktober 1969 bis 15. März 1974 war er in der Regierung von Emílio Garrastazu Médici Außenminister. Von 1974 bis Juli 1977 war er Botschafter in Athen. Von Juli 1977 bis 1982 war er Botschafter in Rom. Von 1982 bis 1986 war er Ambassador to the Court of St James’s. 1986 wurde er in den Ruhestand versetzt.

## Ehrungen
1971 wurde Gibson Barboza das Trinity Cross verliehen, die damals höchste Auszeichnung von Trinidad und Tobago.